# Luchthaven Houari Boumedienne
Luchthaven Houari Boumedienne (IATA: ALG, ICAO: DAAG) is een luchthaven gelegen 17 km ten zuidwesten van Algiers, de hoofdstad van Algerije. De luchthaven is vernoemd naar Houari Boumedienne. Onder Franse regelgeving werd het gebied waar de luchthaven lag Dar el Beïda (suburb) Maison Blanche genoemd, en in veel literatuur van Algerije wordt dan ook over Luchthaven Maison Blanche gesproken. De luchthaven heeft samen met zeven andere luchthavens vier sterren gekregen van Skytrax.

## Faciliteiten

### Nieuwe terminal
De nieuwe terminal met een oppervlakte van 82.000 m2 kan meer dan 6 miljoen passagiers per jaar verwerken.
Hal 1 is voor alle luchtvaartmaatschappijen. Hal 2 is voor de nationale luchtvaartmaatschappij, Air Algérie.
De Dufry Group heeft de eerste winkels geopend in de terminal. Beide winkels hebben een afmeting van 320 m2 en daar worden "Duty Free"-goederen verkocht. De winkels openden op 1 juli 2006, 4 dagen voor de officiële opening door de Algerijnse president.

### Terminal 2
Deze terminal bezit 20 check-in desks, een cafetaria, een theeruimte en een gebedsruimte. Ook kent de terminal een apotheek, een parfumerie, een kapper, horlogerie, bagagewinkels, een speelgoedwinkel en krantenkiosken. Er zijn 900 parkeerplekken, een taxistandplaats, een vertrekhal van 5.000 m2 met 7 gates, bagageafhandeling en een eersteklas lounge.

## Luchtvaartmaatschappijen
| Naam                   | Doelen |
| ---------------------- | --- |
| Air Algérie            | Barcelona, Bazel, Beiroet, Brussel, Dubai, Frankfurt, Istanbul, Madrid, Montréal, Moskou, Parijs, Peking, Rome, Zürich |
| Aigle Azur             | Parijs, Marseille, Toulouse, Lyon, Bazel                                                                               |
| Air France             | Parijs, Marseille |
| British Airways        | Londen-Heathrow |
| Egyptair               | Caïro |
| Iberia                 | Madrid |
| ITA Airways            | Rome-Fiumicino |
| Libyan Airlines        | Tripoli |
| Lufthansa              | Frankfurt |
| Middle East Airlines   | Beiroet |
| Royal Air Maroc        | Casablanca |
| Saudi Arabian Airlines | Jeddah |
| Syrian Arab Airlines   | Damascus |
| Qatar Airways          | Doha |
| TAP Portugal           | Lissabon |
| Tuifly                 | Keulen |
| Tunis Air              | Tunis |
| Turkish Airlines       | Istanbul |

## Transport

### Auto
De parkeerplaats bij de luchthaven biedt plaats aan 71.000 auto's.

### Bus
Elke dertig minuten vertrekt er een bus naar Algiers.

### Metro
De metro van Algiers (Lijn L1) gaat de luchthaven verbinden met het centrum van Algiers, en zal klaar zijn in 2010.

## Ongelukken
- 28 augustus 1992: Een bom wordt neergelegd in de terminal, negen mensen sterven en 128 raken gewond. Een aantal mensen werd gearresteerd voor dit terrorisme, inclusief Houssein Abderrahim, een politicus. Hij werd geëxecuteerd in 1993.
- 24 december 1994: Air France vlucht 8969, een Airbus A300, naar Parijs, werd gekaapt door vier islamitische mannen; drie passagiers werden gedood voor take-off. In Marseille bestormde een speciaal team het vliegtuig en doodde de vier kapers, waarbij 25 mensen gewond raakten. Onder de passagiers bevonden zich drie Nederlanders.